# Józef Hakowski

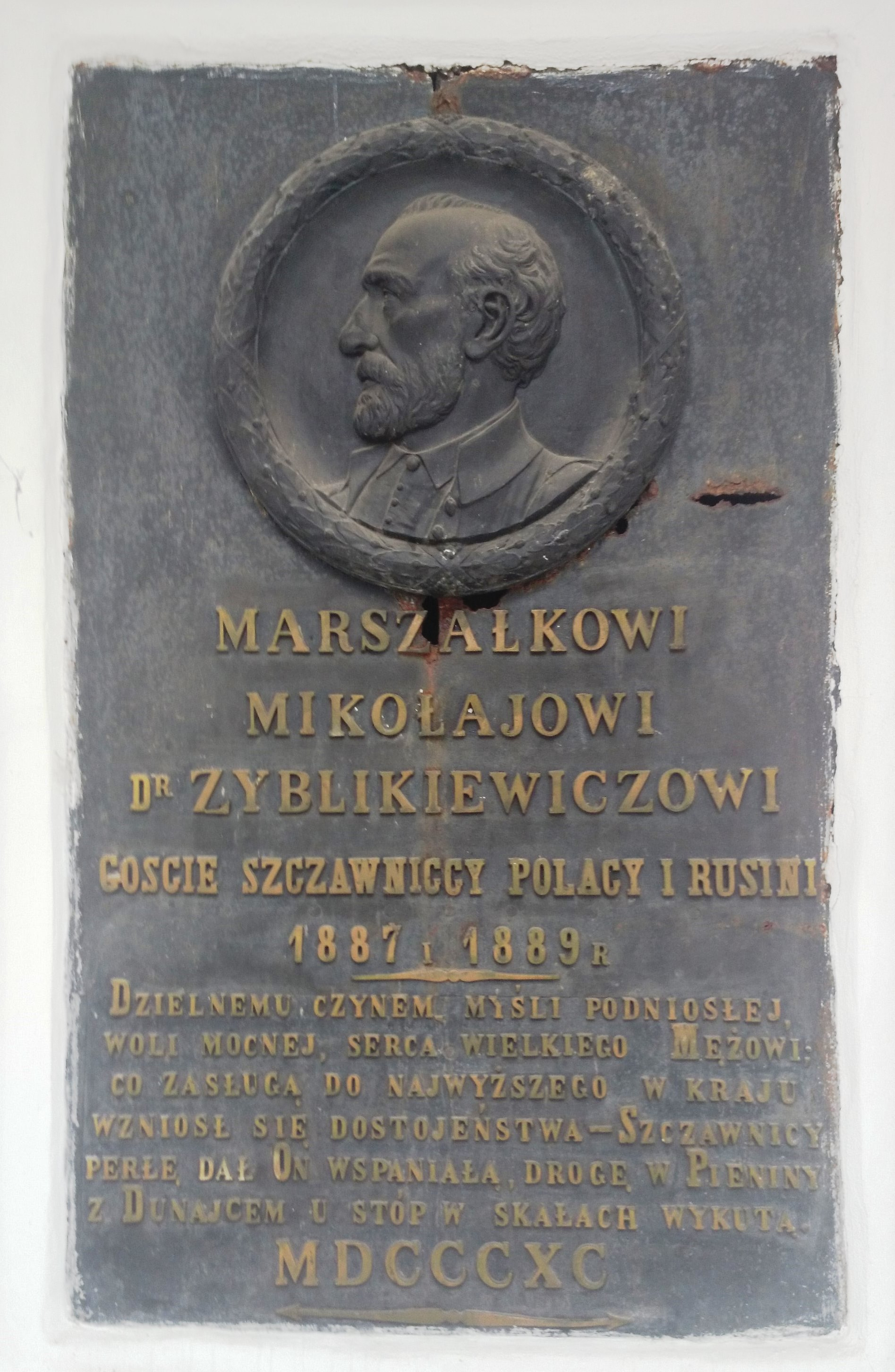
Medalion i tablica autorstwa Józefa Hakowskiego poświęcone Mikołajowi Zyblikiewiczowi znajdujące się w sztucznej grocie w Parku Dolnym w Szczawnicy

Józef Hakowski (Józef Nałęcz-Hakowski) (ur. 9 marca 1834 w Łowiczu, zm. 6 maja 1897 w Krościenku nad Dunajcem) – polski złotnik, medalier, artysta-cyzeler, jeden z najwybitniejszych przedstawicieli tej sztuki w Europie. Powstaniec styczniowy.

## Życiorys
Józef Hakowski terminował 2 lata w warszawskiej fabryce brązów Karola Mintera, u cyzelera J. Fileborna i u srebrnika Karola Filipa Malcza. Studiował jednocześnie rysunek i modelarstwo (jako „student nadzwyczajny”) w Szkole Sztuk Pięknych w Warszawie, m.in. u Konstantego Hegla.
W 1853 roku został wzięty do wojska carskiego, skąd zdezerterował do Wrocławia. Studiował tam m.in. historię literatury na Uniwersytecie Wrocławskim. Po amnestii w 1857 roku wrócił do Warszawy, gdzie prowadził własny warsztat. Wkrótce wyjechał za granicę, pracował w najlepszych pracowniach w Wiedniu, Lyonie i Paryżu. 
Na wieść o wybuchu powstania styczniowego wrócił do Polski. Walczył w stopniu kapitana m.in. w bitwach pod Miechowem i Małogoszczem. Był dwukrotnie ranny.
Po powstaniu wyjechał z „tajną misją” (o nieznanym charakterze) do Wiednia, gdzie zaprzyjaźnił się z Arturem Grottgerem. Po dekonspiracji był więziony w kilku więzieniach na terenie Cesarstwa Austrii. W 1864 roku zbiegł z więzienia do Monachium, później przeniósł się do Londynu, gdzie przez 3 lata pracował w królewskiej fabryce złotych i srebrnych wyrobów R. i S. Gerarda. 
W 1868 roku założył własną cyzelernię, która działała do 1876 roku i zatrudniała 20 pracowników. Wtedy Hakowski uzyskał tytuł nadwornego cyzelera królowej Wiktorii. W wyniku bojkotu londyńskiej konkurencji Hakowski w 1879 roku zbankrutował i wyjechał do Paryża i Wiednia, gdzie pracował w lokalnych warsztatach. W 1880 roku wrócił do Krakowa, gdzie założył dużą własną pracownię. Zaprzyjaźnił się z Janem Matejką. W 1893 roku kupił nieruchomość przy Alei Wędkarzy 17 w Krościenku nad Dunajcem, na której zbudował mały domek. W 1895 roku, nabawiwszy się astmy, przeniósł się na stałe do Krościenka nad Dunajcem. Zmarł w 1897 roku, został pochowany na tzw. starym cmentarzu w Krościenku. Na jego grobie był tylko krzyż, obecnie grób już nie istnieje.

## Ważniejsze prace
- Puklerz zdobiony scenami z VI księgi „Raju utraconego” Johna Miltona (wspólnie z Léonardem Morel-Ladeuilem, ok. 1865), obecnie w Muzeum Wiktorii i Alberta w Londynie.
- Tarcza przedstawiająca Jana III Sobieskiego pod Wiedniem (1880), według akwareli Jana Matejki.
- Srebrne antepedium głównego ołtarza katedry wawelskiej wyobrażające zwycięstwo Jana III Sobieskiego pod Wiedniem. Artysta pracował nad dziełem 4 lata (zamówienie Adama Potockiego) i wystawił je w 1888 roku w Towarzystwie Przyjaciół Sztuk Pięknych w Krakowie i w Zachęcie w Warszawie. Antepedium obecnie znajduje się w bocznym ramieniu obejścia katedry.
- Rzeźba „Matka Boska” w kościele Mariackim w Krakowie.
- Orzeł na kopule Kaplicy Zygmuntowskiej na Wawelu.
- Płaskorzeźba w srebrze „Rejtan” (1890–1894) według obrazu Jana Matejki, na zamówienie J. Przeworskiego (obecnie w Domu Jana Matejki w Krakowie).
- Płaskorzeźba w srebrze „Kościuszko pod Racławicami” (1890–1894) według obrazu Jana Matejki, na zamówienie J. Przeworskiego (obecnie w Węgierskim Muzeum Narodowym w Budapeszcie).
- „Tarcza Ruska” – wykonana w stali i srebrze, inkrustowana złotem tarcza opiewająca bitwę na Kulikowym Polu w 1380 roku. Z projektem wykonania ozdobnej tarczy o tematyce związanej z dziejami dawnej Rusi wystąpili przedstawiciele krakowskiej arystokracji. Miała ona zostać ofiarowana Aleksandrowi III, carowi Rosji. Przy tej okazji krakowianie pragnęli zabiegać o złagodzenie ucisku carskiego w zaborze rosyjskim. Do zakupu jednak nie doszło. Hakowski odbył w 1894 roku podróże do Wiednia, Moskwy i Petersburga, próbując sprzedać dzieło do carskich zbiorów. Gdy mu się to nie udało, popadł ponownie w kłopoty finansowe. Tarcza znajduje się obecnie w zbiorach Muzeum Historycznego Miasta Krakowa[4].
- Płaskorzeźba w srebrze „Przyjęcie Żydów do Polski” (wraz z uczniem Edmundem Korosadowiczem, zamówienie Kasy Oszczędności miasta Krakowa).
- Srebrna sukienka Matki Boskiej Zembrzyckiej na głównym ołtarzu kościoła parafialnego w Zembrzycach, zakupiona do tego kościoła w 1889 roku za 250 złp.
- Medalion z profilem Mikołaja Zyblikiewicza w sztucznej grocie w Parku Dolnym w Szczawnicy (1890)[5].
- Pozłacana lampka wieczna w kościele w Krościenku nad Dunajcem. Z lampką tą związana jest następująca historia[6]: w 1893 roku Hakowski umówił się ze znanym flisakiem Janem Koterbą (Stramą) na spływ Dunajcem z żoną i synem. Nie pojawił się jednak w Sromowcach. Gdy zawiedziony Koterba wracał do Krościenka przez Wąwóz Szopczański i Przełęcz „Chwała Bogu”, usłyszał w krzakach głosy. Okazało się, że to Józef Hakowski z rodziną zagubieni w górach modlą się o ratunek. Jako dar wotywny za ocalenie Hakowski wykonał dla krościeńskiego kościoła pozłacaną lampę wieczną z napisem: „Votum Józefa Nałęcz-Hakowskiego dla Matki Bożej Różańcowej, Królowej Polski – w Krościenku”.

## Życie rodzinne
Józef Hakowski był synem Piotra, oficera 4 Pułku Piechoty Liniowej Królestwa Kongresowego w powstaniu listopadowym, potem gorzelanego w Łowiczu, i Teresy Zalewskiej. Miał braci: Jana Kazimierza i Juliana Kazimierza.
W 1865 roku ożenił się z Irlandką Marią Ludwiką Saxell. Mieli syna.